# Denzel Washington
Denzel Hayes Washington Jr. (Mount Vernon, 28 dicembre 1954) è un attore, regista e produttore cinematografico statunitense.
Ha ricevuto molti riconoscimenti per il suo lavoro cinematografico fin dagli anni ottanta, incluse le sue interpretazioni di personaggi come l'attivista anti-apartheid sudafricano Steve Biko in Grido di libertà (1987), l'attivista per i diritti umani Malcolm X nel film omonimo (1992), il pugile Rubin "Hurricane" Carter in Hurricane - Il grido dell'innocenza (1999), l'allenatore di football Herman Boone in Il sapore della vittoria (2000), il poeta ed educatore Melvin Beaunorus Tolson in The Great Debaters - Il potere della parola (2007) ed il signore della droga Frank Lucas in American Gangster (2007). È stato un frequente collaboratore di registi come Spike Lee, Antoine Fuqua e Tony Scott.
Ha ricevuto tre Golden Globe, un Tony Award e due premi Oscar: uno come miglior attore non protagonista per il film di guerra Glory - Uomini di gloria (1989) e uno come miglior attore per il suo ruolo di poliziotto corrotto nel poliziesco Training Day (2001). Nel 2016 Washington ha ricevuto il Golden Globe alla carriera ai 73esimi Golden Globe Awards. Nel 2019 ha ricevuto il premio alla carriera dall'American Film Institute.
Nel 2002 Washington ha debuttato alla regia con il film biografico Antwone Fisher. Il suo secondo lungometraggio è stato The Great Debaters - Il potere della parola, distribuito nel 2007. Il terzo lavoro da regista, Barriere, con sé stesso nel ruolo di protagonista e con Viola Davis, è stato distribuito nel 2016 ed è stato candidato all'Oscar al miglior film. Nel 2022 ha ricevuto la sua nona candidatura al Premio Oscar nella sezione miglior attore protagonista per la sua interpretazione nel film Macbeth di Joel Coen.
Condivide con Meryl Streep e Jack Nicholson il record di candidature al Premio Oscar in differenti decadi. Sono gli unici attori nella storia a essere stati candidati in cinque differenti decenni ('80, '90, '00, '10, '20 nel caso di Washington).

## Biografia
Dopo il divorzio dei genitori, Lynne e Denzel Sr., avvenuto quando aveva undici anni, viene mandato a studiare in collegio. Si laurea in teatro (major) e giornalismo (minor) alla Fordham University di New York dove, durante una produzione teatrale scolastica, si appassiona alla recitazione, passione che lo porta a iscriversi all'American Conservatory Theater di San Francisco.

### I primi lavori
Washington debutta come attore nel 1977 con il film televisivo Wilma, mentre il suo esordio come attore cinematografico giunge nel 1981 con Il pollo si mangia con le mani. Una grande svolta nella sua carriera avviene l'anno seguente quando interpreta il dottor Philip Chandler nella serie televisiva A cuore aperto, trasmessa dal 1982 al 1988. È uno dei pochi attori afroamericani ad apparire per tutta la serie. Successivamente, Washington appare in vari film per la televisione e per il cinema come Storia di un soldato (1984) e Power - Potere (1986).
Nel 1987 interpreta la parte dell'attivista politico sudafricano Stephen Biko in Grido di libertà di Richard Attenborough, per il quale riceve una candidatura all'Oscar come miglior attore non protagonista, premio che vince nel 1990 per l'interpretazione di un soldato afroamericano ed ex schiavo in Glory - Uomini di gloria, primo attore nero a vincere la statuetta 26 anni dopo Sidney Poitier. Nello stesso anno apparve nel film Jamaica Cop e nel ruolo di Reuben James in Dio salvi la regina, dove interpreta un soldato britannico che, nonostante la sua pluridecorata carriera militare, è tornato a vivere in una società afflitta dal razzismo.

### Gli anni novanta

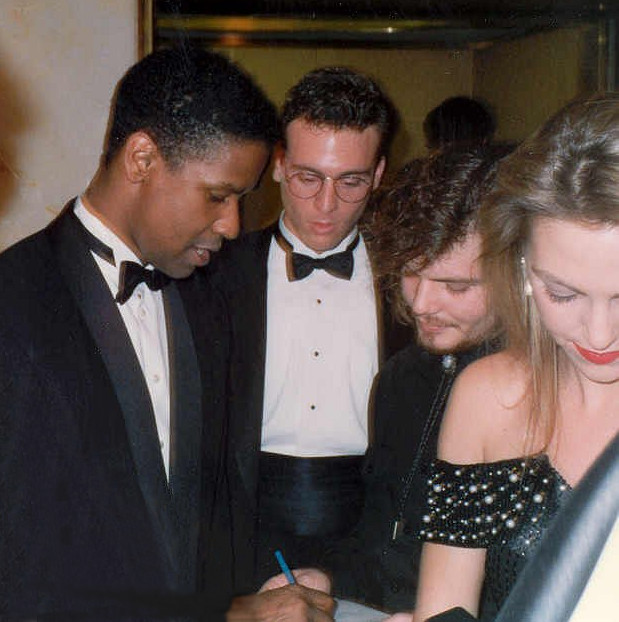
Washington agli Oscar 1990, dove ha vinto l'Oscar come miglior attore non protagonista per Glory - Uomini di gloria

Nel 1991, Washington interpreta Bleek Giliam nel film di Spike Lee Mo' Better Blues. L'anno seguente recita nella parte di Demetrius Williams nella commedia romantica Mississippi Masala. Successivamente Washington torna a lavorare con Spike Lee per interpretare uno dei suoi ruoli più acclamati dalla critica: Malcolm X. L'interpretazione dell'attivista per i diritti degli afroamericani gli vale una nomination all'Oscar al miglior attore, venendo però battuto da Al Pacino. L'anno seguente interpreta l'avvocato di un giovane uomo gay affetto da AIDS in Philadelphia.
Durante la prima metà degli anni novanta Washington recita in numerosi thriller di successo come Il rapporto Pelican e Allarme rosso, così come nella commedia Molto rumore per nulla. Nel 1996 prende parte a Il coraggio della verità accanto a Meg Ryan, nel ruolo di un ufficiale statunitense chiamato ad investigare sulle cause della morte del capitano Karen Walden, avvenuta durante la guerra del Golfo, dovendo stabilire anche se ci siano i requisiti per assegnarle una medaglia al valore postuma, la prima ad una donna nella storia dell'esercito degli Stati Uniti. Nello stesso anno è protagonista, insieme a Whitney Houston, del film drammatico Uno sguardo dal cielo.
Nel 1998 ottiene il ruolo di protagonista nel film He Got Game di Spike Lee, nel quale interpreta un padre che, rilasciato in libertà condizionata dopo sei anni di prigione, cerca di convincere il figlio adolescente (Ray Allen) a firmare con il college locale. Il film segna la terza collaborazione tra Spike Lee e Denzel Washington. Del 1998 è anche il film Attacco al potere, con Bruce Willis e per regia di Edward Zwick, sul terrorismo islamico a New York.
Nel 1999 Washington prende parte al film Il collezionista di ossa, e successivamente è protagonista del film Hurricane - Il grido dell'innocenza, basato sulla vera storia del pugile Rubin Carter, per il quale riceve l'Orso d'argento al Festival di Berlino e un Golden Globe come miglior attore protagonista. Per la stessa interpretazione conquista l'ennesima candidatura all'Oscar al miglior attore, che tuttavia frutta il premio a Kevin Spacey per American Beauty.

### Gli anni duemila

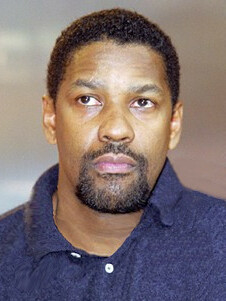
Denzel Washington al Festival internazionale del cinema di Berlino 2000

Il 2000 per Denzel Washington si apre con Il sapore della vittoria, film che raccontava la gloriosa stagione di una squadra di football negli anni in cui la società americana era macchiata da un grande odio razzista.
Nel 2002 arriva per l'attore il riconoscimento più ambito, l'Oscar al miglior attore, ottenuto grazie all'interpretazione di Alonzo Harris in Training Day del regista americano Antoine Fuqua. Dopo aver indossato i panni di John Quincy Archibald nel film John Q, Washington si mette per la prima volta dietro la macchina da presa: è infatti del 2002 il suo primo film da regista, oltre che attore: Antwone Fisher. La carriera dell'attore prosegue con altri due film diretti da Tony Scott, Man on Fire - Il fuoco della vendetta e Déjà vu - Corsa contro il tempo, intervallati da una nuova prova per Spike Lee, Inside Man. Buon successo ottengono anche American Gangster, di Ridley Scott, e The Great Debaters - Il potere della parola, secondo film da regista per Washington.

### Gli anni duemiladieci

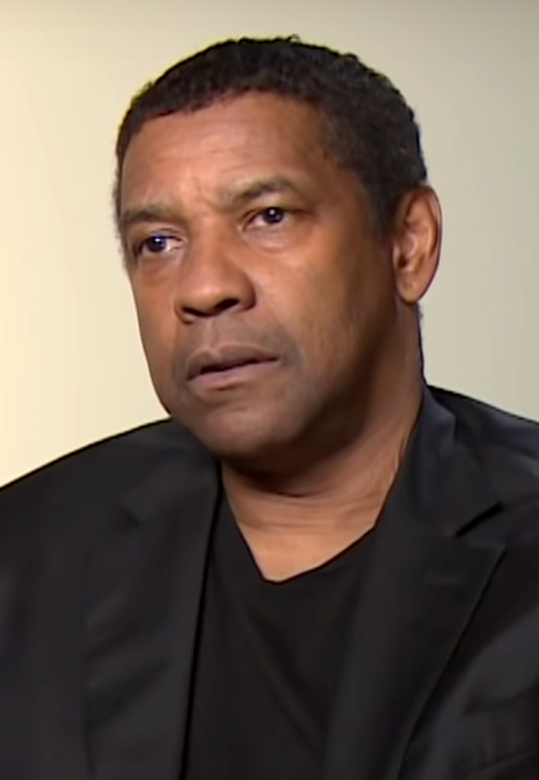
Washington nel 2018

Dopo aver girato per Tony Scott nel 2009 Pelham 123 - Ostaggi in metropolitana, remake de Il colpo della metropolitana - Un ostaggio al minuto del 1974 e quarto film con il regista britannico, l'attore nel 2010 veste i panni del guerriero cieco Eli nel postapocalittico Codice Genesi. Nello stesso anno è protagonista assieme a Chris Pine in Unstoppable - Fuori controllo, che segna la sua ultima collaborazione con Scott, deceduto due anni più tardi.
Il 2012 vede il ritorno sul grande schermo dell'attore dopo un anno di pausa con i film Safe House - Nessuno è al sicuro e Flight. Per quest'ultimo riceve la sua sesta candidatura agli Oscar e l'ottava ai Golden Globe. Nel 2013 è in coppia con Mark Wahlberg nell'adattamento fumettistico di Cani sciolti per la regia di Baltasar Kormákur. Nel febbraio 2013 Washington annunciò che sarebbe tornato dietro alla macchina da presa, dopo i successi da regista di Antwone Fisher e The Great Debaters - Il potere della parola, per dirigere l'adattamento della pièce Fences. La pellicola, uscita nelle sale nel dicembre 2016, è tratta dall'omonimo dramma teatrale di August Wilson del 1987.
Nei primi mesi del 2014 è sul set di The Equalizer - Il vendicatore, adattamento cinematografico della serie televisiva degli anni ottanta Un giustiziere a New York, dove ritrova alla regia Antoine Fuqua, che lo diresse già in Training Day. Torna a collaborare con Fuqua anche nel western I magnifici 7 (2016), rifacimento de I magnifici sette di John Sturges del 1960. Tra il 2016 e il 2017 ha recitato nei film Barriere (di cui è stato pure regista) ed End of Justice - Nessuno è innocente, venendo candidato per entrambi all'Oscar, nel primo film come miglior film e come migliore attore protagonista, nel secondo film invece è solo come migliore attore protagonista.
Nel 2018 torna nuovamente a essere diretto da Antoine Fuqua, e in questo caso per il primo sequel della sua carriera (oltre che di Fuqua), ovvero The Equalizer 2.

### Gli anni duemilaventi
Nel 2021 esce Macbeth, film di Joel Coen in cui Denzel interpreta lo shakespeariano Lord Macbeth. Il ruolo gli frutta la nona candidatura agli Oscar per la recitazione. Segue la prova in The Equalizer 3 - Senza tregua, ancora diretto da Fuqua; anche questo secondo sequel ottiene un discreto successo al box office.
Torna poi alla corte di Ridley Scott per Il gladiatore II: la sua performance viene elogiata dalla critica. In contemporanea con l'uscita del film, l'attore annuncia l'addio alla recitazione (che seguirà ad alcuni ruoli già annunciati).

## Vita privata

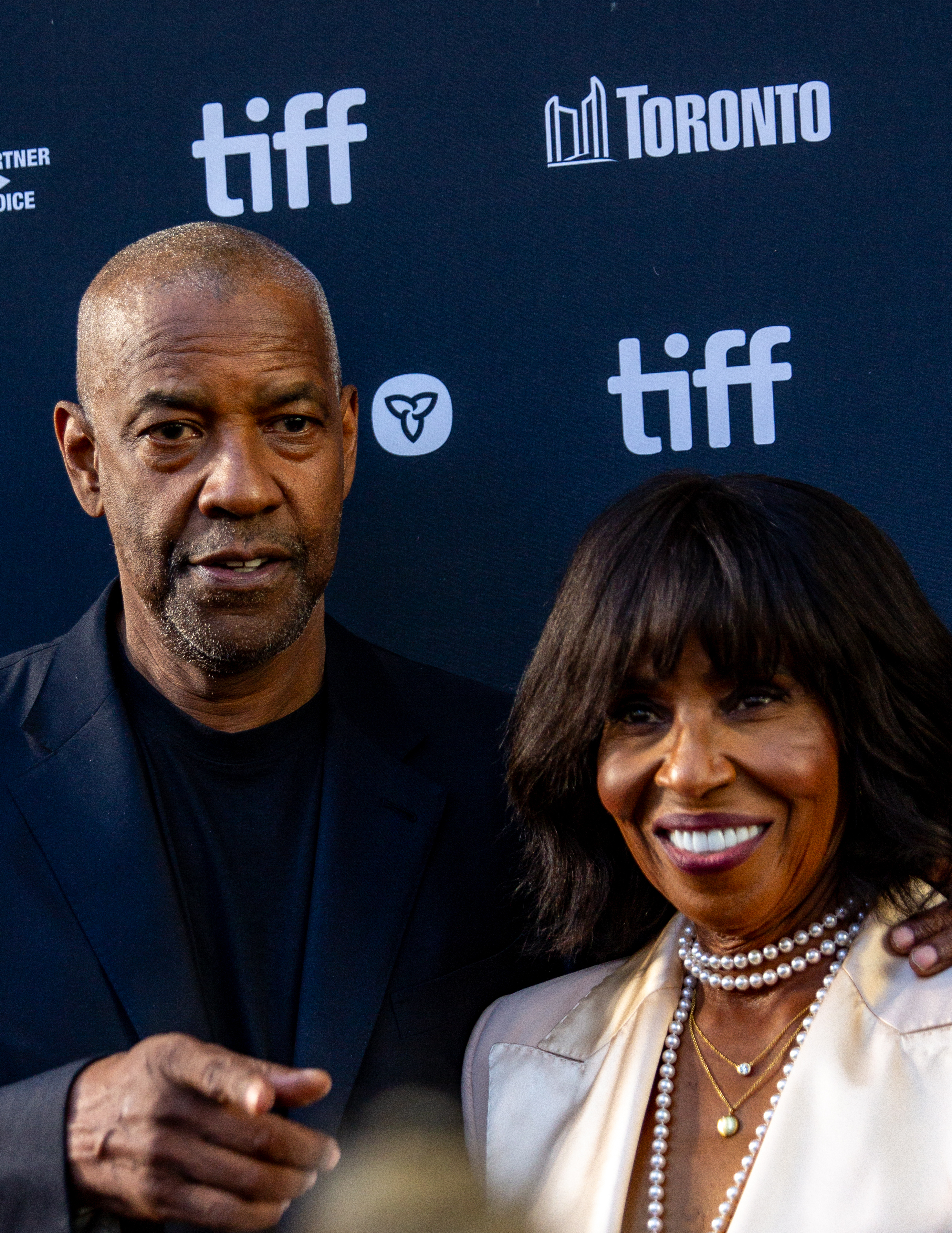
Denzel e Pauletta Washington nel 2024

Denzel Washington è sposato dal 1983 con Paulette Pearson, conosciuta sul set di Wilma, con la quale ha quattro figli: John David (1984), Katia (1986), e i gemelli Malcolm e Olivia (1991).
Washington è un devoto cristiano e in passato ha considerato la possibilità di diventare pastore. Nel 1995 donò 2,5 milioni di dollari per finanziare la costruzione della "New West Angeles Church of God in Christ Facility" a Los Angeles. Washington ha dichiarato di leggere la Bibbia quotidianamente.
Il 21 dicembre 2024 è stato battezzato presso la Kelly Temple Church of God in Christ (pentecostali) di Harlem, ricevendo la licenza di ministro di culto.
Il 4 gennaio 2025 ha ricevuto la medaglia presidenziale della libertà dal Presidente degli Stati Uniti in carica Joe Biden.

## Filmografia

### Attore

#### Cinema
- Il pollo si mangia con le mani (Carbon Copy), regia di Michael Schultz (1981)
- Storia di un soldato (A Soldier's Story), regia di Norman Jewison (1984)
- Second Justice, regia di Jud Taylor (1984)
- Power - Potere (Power), regia di Sidney Lumet (1986)
- Grido di libertà (Cry Freedom), regia di Richard Attenborough (1987)
- Dio salvi la regina (For Queen & Country), regia di Martin Stellman (1988)
- Jamaica Cop (The Mighty Quinn), regia di Carl Schenkel (1989)
- Glory - Uomini di gloria (Glory), regia di Edward Zwick (1989)
- Un fantasma per amico (Heart Condition), regia di James D. Parriott (1990)
- Mo' Better Blues, regia di Spike Lee (1990)
- Mississippi Masala, regia di Mira Nair (1991)
- Verdetto finale (Ricochet), regia di Russell Mulcahy (1991)
- Malcolm X, regia di Spike Lee (1992)
- Molto rumore per nulla (Much Ado About Nothing), regia di Kenneth Branagh (1993)
- Il rapporto Pelican (The Pelican Brief), regia di Alan J. Pakula (1993)
- Philadelphia, regia di Jonathan Demme (1993)
- Allarme rosso (Crimson Tide), regia di Tony Scott (1995)
- Virtuality (Virtuosity), regia di Brett Leonard (1995)
- Il diavolo in blu (Devil in a Blue Dress), regia di Carl Franklin (1995)
- Il coraggio della verità (Courage Under Fire), regia di Edward Zwick (1996)
- Uno sguardo dal cielo (The Preacher's Wife), regia di Penny Marshall (1996)
- Il tocco del male (Fallen), regia di Gregory Hoblit (1998)
- He Got Game, regia di Spike Lee (1998)
- Attacco al potere (The Siege), regia di Edward Zwick (1998)
- Il collezionista di ossa (The Bone Collector), regia di Phillip Noyce (1999)
- Hurricane - Il grido dell'innocenza (The Hurricane), regia di Norman Jewison (1999)
- Il sapore della vittoria (Remember the Titans), regia di Boaz Yakin (2000)
- Training Day, regia di Antoine Fuqua (2001)
- John Q, regia di Nick Cassavetes (2002)
- Antwone Fisher, regia di Denzel Washington (2002)
- Out of Time, regia di Carl Franklin (2003)
- Man on Fire - Il fuoco della vendetta (Man on Fire), regia di Tony Scott (2004)
- The Manchurian Candidate, regia di Jonathan Demme (2004)
- Inside Man, regia di Spike Lee (2006)
- Déjà vu - Corsa contro il tempo (Déjà Vu), regia di Tony Scott (2006)
- American Gangster, regia di Ridley Scott (2007)
- The Great Debaters - Il potere della parola (The Great Debaters), regia di Denzel Washington (2007)
- Pelham 123 - Ostaggi in metropolitana (The Taking of Pelham 123), regia di Tony Scott (2009)
- Codice Genesi (The Book of Eli), regia di Albert e Allen Hughes (2010)
- Unstoppable - Fuori controllo (Unstoppable), regia di Tony Scott (2010)
- Safe House - Nessuno è al sicuro (Safe House), regia di Daniel Espinosa (2012)
- Flight, regia di Robert Zemeckis (2012)
- Cani sciolti (2 Guns), regia di Baltasar Kormákur (2013)
- The Equalizer - Il vendicatore (The Equalizer), regia di Antoine Fuqua (2014)
- I magnifici 7 (The Magnificent Seven), regia di Antoine Fuqua (2016)
- Barriere (Fences), regia di Denzel Washington (2016)
- End of Justice - Nessuno è innocente (Roman J. Israel, Esq.), regia di Dan Gilroy (2017)
- The Equalizer 2 - Senza perdono (The Equalizer 2), regia di Antoine Fuqua (2018)
- Fino all'ultimo indizio (The Little Things), regia di John Lee Hancock (2021)
- Macbeth (The Tragedy of Macbeth), regia di Joel Coen (2021)
- The Equalizer 3 - Senza tregua (The Equalizer 3), regia di Antoine Fuqua (2023)
- Il gladiatore II (Gladiator II), regia di Ridley Scott (2024)
- Highest 2 Lowest, regia di Spike Lee (2025)

#### Televisione
- Wilma, regia di Bud Greenspan – film TV (1977)
- Corpo a corpo (Flesh & Blood), regia di Jud Taylor – film TV (1979)
- A cuore aperto (St. Elsewhere) – serie TV, 137 episodi (1982–1988)
- Diritto alla vita (License to Kill), regia di Jud Taylor – film TV (1984)
- Ore violente (The George McKenna Story), regia di Eric Laneuville – film TV (1986)
- Great Performances – serie TV, 1 episodio (1992)
- Happily Ever After: Fairy Tales for Every Child – serie TV, 2 episodi (1995–1997)
- Mother Goose: A Rappin' and Rhymin' Special – Film TV, voce (1997)

### Produttore
- Hank Aaron: Chasing the Dream – documentario (1995)
- Half Past Autumn: The Life and Works of Gordon Parks – film TV, documentario (2000)
- Antwone Fisher, regia di Denzel Washington (2002)
- The Great Debaters - Il potere della parola (The Great Debaters), regia di Denzel Washington (2007)
- Codice Genesi (The Book of Eli), regia di Albert e Allen Hughes (2010)
- Safe House - Nessuno è al sicuro (Safe House), regia di Daniel Espinosa (2012)
- The Equalizer - Il vendicatore (The Equalizer), regia di Antoine Fuqua (2014)
- Barriere (Fences), regia di Denzel Washington (2016)
- End of Justice - Nessuno è innocente (Roman J. Israel, Esq.), regia di Dan Gilroy (2017)
- The Equalizer 2 - Senza perdono (The Equalizer 2), regia di Antoine Fuqua (2018)
- Ma Rainey's Black Bottom, regia di George C. Wolfe (2020)
- Le parole che voglio dirti (A Journal for Jordan), regia di Denzel Washington (2021)
- The Equalizer 3 - Senza tregua (The Equalizer 3), regia di Antoine Fuqua (2023)
- The Piano Lesson, regia di Malcolm Washington (2024)

### Regista

#### Cinema
- Antwone Fisher (2002)
- The Great Debaters - Il potere della parola (The Great Debaters) (2007)
- Barriere (Fences) (2016)
- Le parole che voglio dirti (A Journal for Jordan) (2021)

#### Televisione
- Grey's Anatomy – serie TV, episodio 12x09 (2016)

## Teatro
- Coriolano di William Shakespeare, regia di Wilford Leach. Public Theater di New York (1979)
- A Soldier's Play scritto e diretto da Charles Fuller. Theatre Four di New York (1981)
- Checkmates di Ron Milner, regia di Woodie King Jr. 46th Street Theatre di Broadway (1988)
- Riccardo III di William Shakespeare, regia di Robin Phillips. Public Theater di New York (1990)
- Giulio Cesare di William Shakespeare, regia di Daniel Sullivan. Belasco Theatre di Broadway (2005)
- Fences di August Wilson, regia di Kenny Leon. Cort Theatre di Broadway (2010)
- A Raisin in the Sun di Lorraine Hansberry, regia di Kenny Leon. Ethel Barrymore Theatre di Broadway (2014)
- Arriva l'uomo del ghiaccio di Eugene O'Neill, regia di George C. Wolfe. Bernard B. Jacobs Theatre di Broadway (2018)
- Otello di William Shakespeare, regia di Kenny Leon. Ethel Barrymore Theatre di Broadway (2025)

## Riconoscimenti
- Premio Oscar
  - 1988 - Candidatura al migliore attore non protagonista per Grido di libertà
  - 1990 - Migliore attore non protagonista per Glory - Uomini di gloria
  - 1993 - Candidatura al migliore attore per Malcolm X
  - 2000 - Candidatura al migliore attore per Hurricane - Il grido dell'innocenza
  - 2002 - Migliore attore per Training Day
  - 2013 - Candidatura al migliore attore per Flight
  - 2017 - Candidatura al miglior film per Barriere
  - 2017 - Candidatura al migliore attore per Barriere
  - 2018 - Candidatura al migliore attore per End of Justice - Nessuno è innocente
  - 2022 - Candidatura al migliore attore per Macbeth[36]
- Golden Globe
  - 1988 – Candidatura al miglior attore in un film drammatico per Grido di libertà
  - 1990 – Miglior attore non protagonista per Glory - Uomini di gloria
  - 1993 – Candidatura al miglior attore in un film drammatico per Malcolm X
  - 2000 – Miglior attore in un film drammatico per Hurricane - Il grido dell'innocenza
  - 2002 – Candidatura al miglior attore in un film drammatico per Training Day
  - 2008 – Candidatura al miglior attore in un film drammatico per American Gangster
  - 2008 – Candidatura al miglior film drammatico per The Great Debaters - Il potere della parola
  - 2013 – Candidatura al miglior attore in un film drammatico per Flight
  - 2016 – Golden Globe alla carriera
  - 2017 – Candidatura al miglior attore in un film drammatico per Barriere
  - 2018 – Candidatura al miglior attore in un film drammatico per End of Justice - Nessuno è innocente
  - 2022 – Candidatura al miglior attore in un film drammatico per Macbeth[37]
  - 2025 – Candidatura al miglior attore non protagonista per Il gladiatore II
- Festival internazionale del cinema di Berlino
  - 1993 – Orso d'argento per il miglior attore per Malcolm X
  - 2000 – Orso d'argento per il miglior attore per Hurricane - Il grido dell'innocenza
- Tony Award
  - 2010 – Miglior attore protagonista in un'opera teatrale per Fences
  - 2018 – Candidatura al miglior attore protagonista in un'opera teatrale per Arriva l'uomo del ghiaccio
- Festival di Cannes
  - 2025 – Palma d'oro onoraria

## Doppiatori italiani
Nelle versioni in italiano delle opere in cui ha recitato, Denzel Washington è stato doppiato da:
- Francesco Pannofino in Grido di libertà, Un fantasma per amico, Mo' Better Blues, Malcolm X, Il rapporto Pelican, Philadelphia, Il diavolo in blu, Il tocco del male, Il collezionista di ossa, Il sapore della vittoria, Training Day, John Q, Out of Time, Man on Fire - Il fuoco della vendetta, The Manchurian Candidate, Inside Man, Déjà vu - Corsa contro il tempo, Pelham 123 - Ostaggi in metropolitana, Codice Genesi, Unstoppable - Fuori controllo, Safe House - Nessuno è al sicuro, Flight, Cani sciolti, The Equalizer - Il vendicatore, I magnifici 7, Barriere, End of Justice - Nessuno è innocente, The Equalizer 2 - Senza perdono, Fino all'ultimo indizio, Macbeth, The Equalizer 3 - Senza tregua, Il gladiatore II
- Luca Biagini in Allarme rosso, Virtuality, Uno sguardo dal cielo, Attacco al potere, The Great Debaters - Il potere della parola
- Roberto Pedicini in Jamaica Cop, Verdetto finale, Molto rumore per nulla, He Got Game
- Angelo Maggi in A cuore aperto (2ª voce), Dio salvi la regina, Hurricane - Il grido dell'innocenza
- Massimo Lodolo ne Il coraggio della verità, Antwone Fisher
- Pino Insegno in Ore violente, American Gangster
- Andrea Ward in A cuore aperto (1ª voce)
- Claudio Capone in Storia di un soldato
- Vittorio Guerrieri in Diritto alla vita
- Tonino Accolla in Power - Potere
- Alessandro Rossi in Glory - Uomini di gloria
- Riccardo Rossi in Mississippi Masala